# Trensacq
Trensacq é uma comuna francesa na região administrativa da Nova Aquitânia, no departamento Landes. Estende-se por uma área de 75,33 km². Em 2010 a comuna tinha 246 habitantes (densidade: 3,3 hab./km²).